# Птероспора
Птероспора (лат. Pterospora) — род растений семейства Вересковые. Включает в себя один вид — Pterospora andromedea Nutt..

## Ареал
Растения встречаются в США в штатах Аризона, Калифорния, Колорадо, Айдахо, Мичиган, Монтана, Небраска, Нью-Гэмпшир, Нью-Мексико, Невада, Нью-Йорк, Орегон, Пенсильвания, Южная Дакота, Техас, Юта, Вермонт, Вашингтон, Висконсин, Вайоминг. Встречаются также в Британской Колумбии и Мексике.

## Биологическое описание
Микогетеротрофные травы. Стебли высокие, от 30 до 100 см, красновато-коричневого цвета или отсутствуют. 
Листья очередные, чешуевидные. 
Цветки собраны в удлинённые кисти, цветоножки отогнутые, 5—15 мм. в длину; чашелистиков 5, лепестков 5; тычинок 10. 
Плод — коробочка; семена многочисленные, яйцевидные. 

## Экология
Растения встречаются в смешанных или хвойных лесах на высоте 60—3700 метров над уровнем моря. 